# Arlequinus krebsi
Arlequinus krebsi is een kikker uit de familie rietkikkers (Hyperoliidae). De soort werd voor het eerst wetenschappelijk beschreven door Robert Friedrich Wilhelm Mertens in 1938. Oorspronkelijk werd de wetenschappelijke naam Hyperolius krebsi gebruikt. Het is de enige soort uit het geslacht Arlequinus.

## Uiterlijke kenmerken
De maximale lichaamslengte is ongeveer drie centimeter, de kleur is bruin tot groen met streep-achtige vlekken en een band boven de ogen op de kop, mannetjes hebben een geelachtige keelvlek. Boven ieder oog is een kegelvormig wratje aanwezig. Het trommelvlies of tympanum is zeer klein of niet te zien. De pupil is vierkant van vorm.

## Verspreiding en habitat
Arlequinus krebsi is endemisch in Kameroen, en is alleen bekend van enkele beboste locaties nabij oppervlaktewater.